# 沃布肯特

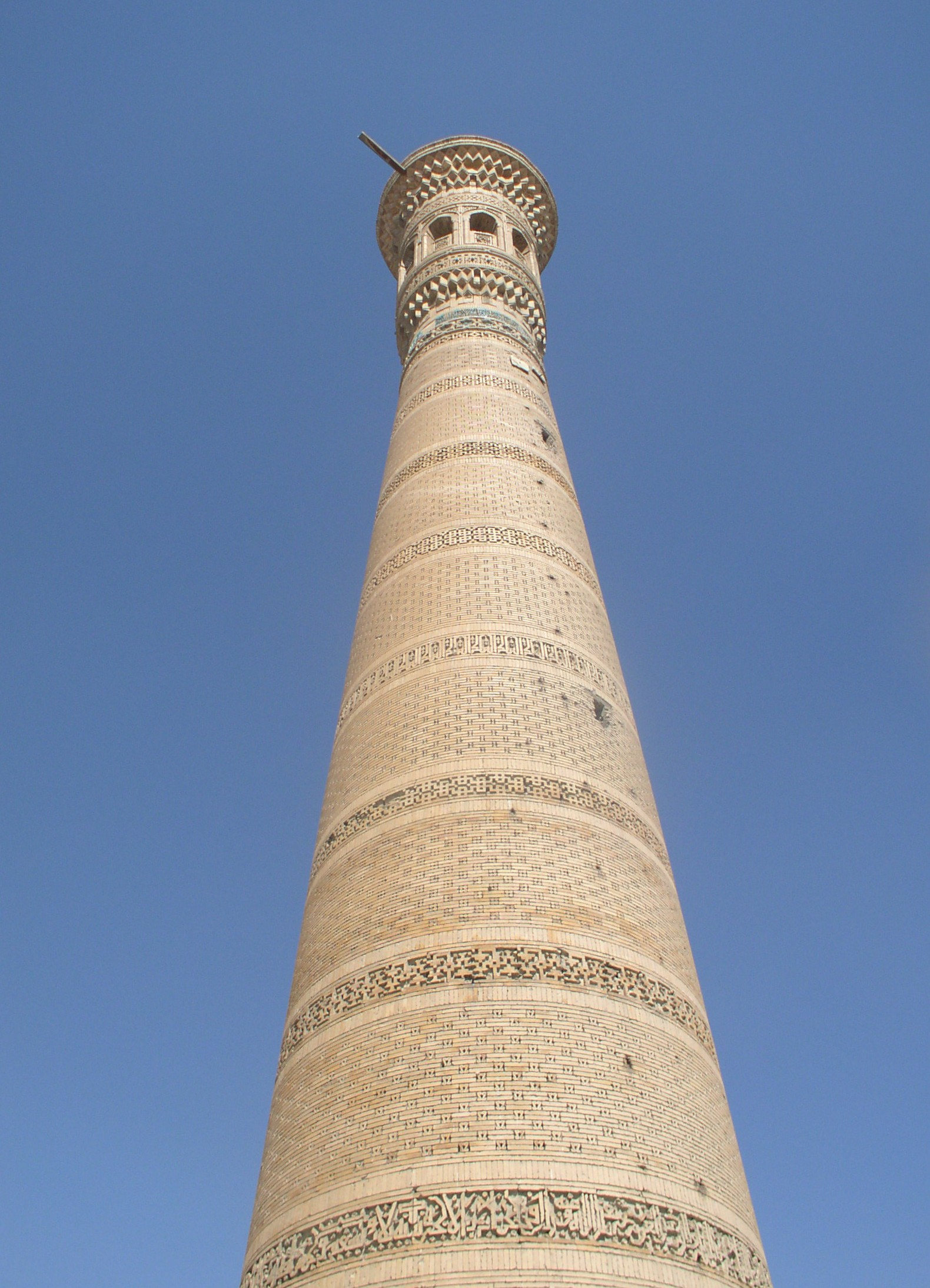

沃布肯特是烏茲別克斯坦的城市，由布哈拉州負責管轄，位於該國中部，距離首府布哈拉28公里，海拔高度240米，主要經濟活動有紡嬂業和畜牧業，2009年人口17,896。

## 外部連結
- Vabkent article on WikiMir （页面存档备份，存于）

40°02′N 64°31′E / 40.033°N 64.517°E